# Holothyrida
Ordre
Les Holothyrida, ou holothyres en français, sont un ordre d'acariens parasitiformes. La phylogénie les placent comme un groupe frère de l'ordre des Ixodida.
Une trentaine d'espèces et onze genres ont été décrits.

## Liste des familles
- Allothyridae van der Hammen, 1972
- Holothyridae Thorell, 1882
- Neothyridae Lehtinen, 1981

## Publication originale
- Thon, 1905 : Neue Luftorgane bei Milben. Zoologischer Anzeiger, vol. 28 p. 585-594 (texte intégral)